# Bień
Bień – wieś sołecka w Polsce położona w województwie świętokrzyskim, w powiecie koneckim, w gminie Stąporków.
W latach 1975–1998 miejscowość administracyjnie należała do województwa kieleckiego.
Przez miejscowość przepływa niewielka rzeka Krasna dopływ Czarnej.
Wierni kościoła rzymskokatolickiego należą do parafii św. Barbary w Krasnej.